# Translatewiki.net
TranslateWiki.net — веб-платформа коллективного перевода (локализации), работающая на основе расширения «Перевод» (англ. Translate) для Медиавики.
В настоящее время TranslateWiki.net входит в двадцатку крупнейших wiki-энциклопедий в мире по количеству страниц. В проекте участвует около 16 тысяч переводчиков, переведено более 120 тысяч страниц из более чем 30 проектов, в том числе Медиавики, OpenStreetMap, Mifos, Энциклопедии жизни и MantisBT.

## Особенности
Проект TranslateWiki.net построен на базе вики-движка с расширением «Translate», что предоставляет низкий порог входа для любых пользователей Интернета. Качество переводов достигается путем освобождения переводчиков от дополнительных задач, не связанных с самим переводом.
Переводы немедленно становятся доступны переводчику и плавно синхронизируются между системой контроля версий и переводимыми Вики-страницами без вмешательства переводчика. В случае Медиавики-проектов фонда Викимедиа, обновления локализации достигают сайтов менее, чем за сутки (подобная система иногда называется «непрерывный перевод» или «непрерывная локализация»).
Редактор перевода предоставляет различные возможности для полуавтоматизированного перевода, такие как:
- документация сообщений, также известная как «контекст»,
- предложения вариантов перевода из корпуса текстов и машинного перевода,
- проверка переводов на общие синтаксические ошибки,
- статус перевода сообщений[9].

TranslateWiki.net также является семантической Медиавики, частью семантической паутины.

## История
Проект TranslateWiki.net был начат Никласом Лакстрёмом (фин. Niklas Laxström) как платформа локализации движка MediaWiki для всех языков примерно в июне 2006 года (в то время проект назывался Betawiki).
Кроме переводов, проект предоставлял интегрированную среду разработки для MediaWiki (Nukawiki в 2005 году), с акцентом на улучшение особенностей интернационализации.
В конце 2007 года сайт был перенесён на текущий домен translatewiki.net и к управлению сайтом присоединился Сибранд Мазеланд (нидерл. Siebrand Mazeland).
В апреле 2008 года проект поддерживал уже более 100 языков для MediaWiki и 200 его расширений, что сделало его одним из самых переводимых программных проектов в истории, а также игру FreeCol. После того, как проект стал независимым волонтерским проектом, проект признали за вклад в мировом успехе движка MediaWiki и проектов фонда Викимедиа, таких как Википедия, доступной более чем на 280 языках.
В 2009 году TranslateWiki был усовершенствован в рамках проекта Google Summer of Code.
В 2011 были представлены возможности вычитки.
В 2012 году его движок памяти переводов был распространен на все проекты Викимедиа, за счёт использования расширение MediaWiki под названием «Tranlate Extension».
В 2013 году платформа перевода подверглась серьёзной реконструкции в рамках проекта «Translate User eXperience», или «TUX», в том числе были произведены изменения в навигации, внешнем виде редактора, области переводов, фильтрах, поиске, цвете и стиле.

## Поддерживаемые форматы
Среди поддерживаемых форматов (другие могут быть добавлены с некоторыми настройками):
- Медиавики: интерфейс и страницы
- GNU gettext
- Свойства java
- Строка ресурсов android
- INI
- DTD
- PHP файлы
- JavaScript
- JSON
- PythonSingle
- RubyYaml и Yaml
- Формат XLIFF (частичная поддержка, бета-версия)
- AMD как i18n пакет

## Известные применения
- Медиавики и расширения MediaWiki
- Викия
- FreeCol
- OpenStreetMap
- Энциклопедия жизни
- MantisBT
- FUDforum
- Мобильные Приложения Викимедиа
- pywikibot
- Etherpad
- Программа kiwix
- Документация Gentoo Линукс[22][23]
- Документация KDE[24][25]
- Сайт Kiwix
- Документация Joomla[26]
- Документация к компьютеру Пандора
- Документация к Simple Machines Forum[27]